# 20010 Tomfrench
20010 Tomfrench este o planetă minoră (asteroid) din centura de asteroizi. A fost descoperită pe 2 august 1991 la Observatorul La Silla de Eric Walter Elst. 
Obiectul prezintă o orbită caracterizată de o semiaxă mare de 2,4670287 UAi, o excentricitate de 0,18, o înclinație de 4,1463 ° în raport cu ecliptica.